# Johann Schoberth
Johann Schoberth (* 17. Dezember 1922 in Aufseß; † 8. August 1988 in Hollfeld) war ein deutscher SS-Unterscharführer und als Angehöriger der politischen Abteilung im KZ Auschwitz eingesetzt.

## Leben
Schoberth wurde 1922 als Sohn eines Müllergehilfen geboren. Er besuchte die Volksschule in Aufseß und arbeitete anschließend zunächst im Landwirtschaftsbetrieb seiner Mutter. Später war er bis Februar 1941 Waldarbeiter eines Barons von Aufsess. Zum 15. Februar 1941 wurde er Mitglied der Waffen-SS. Als solcher kämpfte er im März 1942 an der Ostfront und wurde bald darauf schwer verwundet. Nach seiner Genesung wurde er erneut an die Front geschickt und im November des Jahres nochmals verletzt.
Im Frühjahr 1943 wurde er für kriegsuntauglich erklärt und in das KZ Auschwitz versetzt, wo er in eine Wachmannschaft der SS kam. Schoberth war an Selektionen an der Rampe eingesetzt. Später kam er in die Politische Abteilung (Abt. II) des Lagers und war im Referat Standesamt (Registrierung der Toten, Ausstellung von Totenscheinen und Sterbeurkunden) tätig. Zum 1. Februar 1944 wurde er zum Unterscharführer befördert. Nachdem das Lager evakuiert wurde, wurde Schoberth aus Auschwitz abkommandiert und an der Ostfront zunächst als Ausbilder und in den letzten Kriegswochen auch im direkten Kampfgeschehen eingesetzt. Dort geriet er im April 1945 verletzt in sowjetische Kriegsgefangenschaft, aus der er im August 1945 entlassen wurde. Nach seiner Entlassung arbeitete er wieder im Landwirtschaftsbetrieb seiner Mutter.
Im ersten Frankfurter Auschwitzprozess 1965 wurde er durch das Schwurgericht Frankfurt am Main aus Mangel an Beweisen freigesprochen. Das Gericht schloss nicht aus, dass Erschießung von Zivilisten im Alten Krematorium des Stammlagers, an denen Schoberth beteiligt war, auf Todesurteilen irgendeines Sonder- oder Polizeigerichts fußten. Ob diese nicht bekannten Urteile gegen rechtsstaatliche Grundsätze verstoßen hätten oder Scheinverfahren waren, ließe sich nicht nachweisen. Daher könne – auch wenn vieles dafür spreche – nicht festgestellt werden, ob die Erschießungen rechtswidrig gewesen seien. Neben Willi Schatz war Schoberth der einzige Angeklagte der Auschwitzprozesse, der nie in Untersuchungshaft kam.